# Jan II. Kastilský
Jan II. Kastilský (6. března 1405, Toro – 22. července 1454, Valladolid) byl kastilský král v letech 1406–1454.

## Biografie

### Původ, mládí
Narodil se jako jediný syn, poslední ze tří potomků kastilského krále Jindřicha III. a jeho manželky Kateřiny z Lancasteru. Na svět přišel v paláci královského kláštera sv. Ildefonsa v Toru v provincii Zamora. Byly mu pouhé dva roky, když jeho otec zemřel. Regenty malého infanta byli ustaveni jeho matka a strýc z otcovy strany, Fernando de Antequera, kteří rozdělili království na dvě části.
V tomto období jeho nedospělosti byla znovuzahájena válka proti Granadskému emirátu (1410–1411) a došlo ke sblížení s Anglií (1410) a Portugalskem (1411). Po uzavření tzv. Kompromisu z Caspe (1412) opustil regent Ferdinand Kastilii, aby převzal trůn Aragonie jako Ferdinand I. Aragonský; svou funkci regenta předal na různá místa: biskupovi Juanu Gonzálezovi Grajalovi ze Sigüenzy, biskupovi Pablovi de Santa María z Cartageny, Enrique Manuelovi de Villena y Castañeda a Per Afánovi de Ribera staršímu, jenž byl adelantado mayor de Andalucía. Kateřina z Lancasteru zemřela 2. června roku 1418 a v březnu následujícího roku 1419 byl Jan ve věku 14 let kortesy v Madridu prohlášen za plnoletého.
Svou důvěru dal kastilskému šlechtici Álvaru de Lunovi. To ovšem vedlo ke střetu se zájmy aragonských infantů a té části kastilské šlechty, jež s nimi byla spojená. Podpora, kterou Alfons V. Aragonský poskytl svým bratřím, vedla k válce mezi Kastilií v Aragonií v letech (1429–1430). Skončila vítězstvím Álvara de Luny a vypovězením aragonských infantů.

### Manželství
Nedlouho poté uzavřel Jan manželství se svou sestřenicí Marií Aragonskou, dcerou strýce Ferdinanda I. Aragonského. Svatba se konala v Ávile 4. srpna roku 1420.
Královna Marie zemřela po dvaceti pěti letech manželství 18. února roku 1445. Porodila králi čtyři děti, tři dcery však zemřely v útlém věku. Král sice zůstal mužský dědic, syn Jindřich, ale v době královniny smrti infantovo manželství trvalo již sedm let a stále zůstávalo neplodné. Král se tedy na radu svého rádce a oblíbence Alvara z Luny 17. srpna roku 1447 oženil znovu, a to s téměř o čtvrt století mladší Isabelou Portugalskou, dcerou portugalského infanta Jana a Isabely, dcery vévody Alfonse z Braganzy.
Mladá královna po těžkém porodu dcery Isabely trpěla depresí a odmítala komunikovat s okolím kromě manžela. Hrabě z Luny se svůj velký vliv, který měl na krále, pokoušel uplatňovat i na Isabelu, ta se však nechtěla podvolit a pokoušela se přesvědčit manžela, aby se hraběte zbavil. To se jí posléze podařilo a společně najali Alfonse Peréze z Vivera na Lunovo odstranění. Hrabě z Luny spiknutí odhalil a svého potenciálního vraha sám zabil. Zato byl uvězněn, odsouzen a 3. června roku 1453 ve Valladolidu stětím popraven.

### Smrt

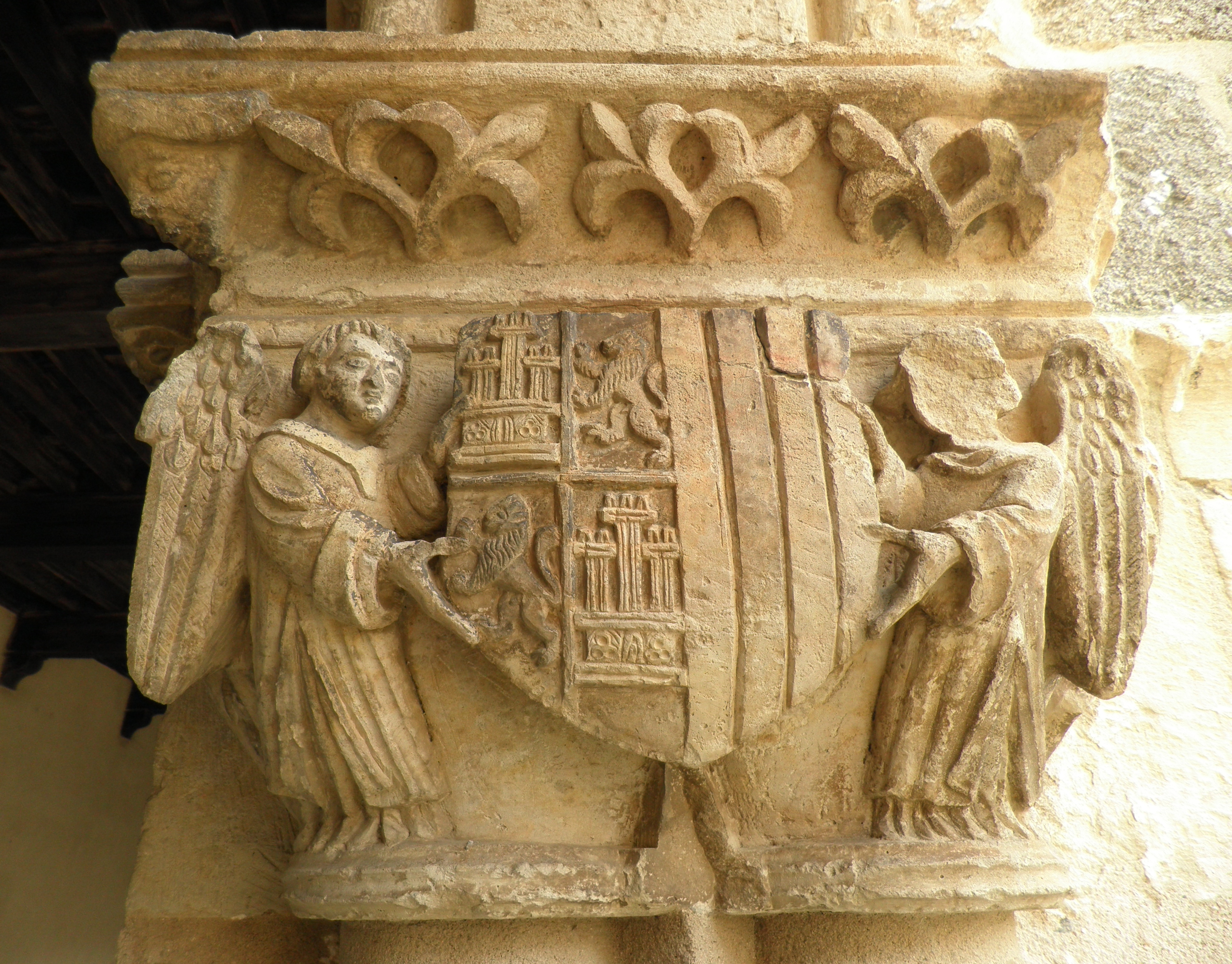
Dvojitý erb Jana a Isabely na náhrobku v Miraflores

Král krátce poté onemocněl a 22. července roku 1454 ve Valladolidu zemřel, jen rok a měsíc po popravě Álvara de Luny. Pohřben byl v kostele sv. Pavla ve Valladolidu, odtud však byly jeho ostatky přeneseny do kláštera Miraflores, kde spočívají vedle ostatků jeho druhé manželky Isabely Portugalské a jejich syna infanta Alfonse. Hroby královského páru kryje náhrobek z alabastru z rukou sochaře Gila de Siloe.

### Následníci
Vlády se po Janově smrti ujal jeho prvorozený syn Jindřich, který královnu vdovu i s oběma dětmi poslal do vyhnanství na hrad v Arévalu. Zde se Isabelin psychický stav značně zhoršil. Trpěla halucinacemi a přestala poznávat své okolí, bloumala pomatená po chodbách hradu a volala mrtvého Álvara z Luny. Zemřela v srpnu 1496. Duševní chorobu po ní podědila vnučka Jana.
Protože legitimita jediné dcery Jindřicha IV. Kastilského Jany byla zpochybňována, po jeho smrti v roce 1474 kastilský trůn připadl Isabele, dceři Jana II. Kastilského z jeho manželství s Isabelou Portugalskou, neboť další Janův syn Alfons byl v té době již mrtev.

### Potomci
Jan II. Kastilský byl dvakrát ženat. Z prvního manželství s Marií Aragonskou se narodily čtyři děti, tři dívky a chlapec; všechny dcery však zemřely již v útlém věku:
- Kateřina Kastilská (5. října 1422 –17. září 1424), pohřbena v kostele sv. Pavla ve Valladolidu
- Eleonora Kastilská (10. září 1423 – 22. srpna 1425), pohřbena tamtéž
- Jindřich IV. Kastilský (5. ledna 1425 – 11. prosince 1474), kníže z Asturie, následník kastilského trůnu, pozdější kastilský král. ∞ 1. 1436 Blanka II. Navarrská, ∞ 2. 1455 Jana Portugalská. Pohřben po boku své matky v klášteře Santa María de Guadalupe.
- Marie Kastilská (1428–1429), pohřbena v klášteře sv. Františka v Cuéllaru, kde její otec zřídil nadaci pro její duši.

Podruhé se oženil s Isabelou Portugalskou (1428–1496), jež mu porodila dvě děti, dceru a syna:
- Isabela Kastilská (22. dubna 1451 – 26. listopadu 1504), po smrti svého nevlastního bratra Jindřicha IV. Kastilského kastilská královna. ∞ Ferdinand II. Aragonský, pohřbena v Královské kapli v Granadě
- Alfons Kastilský (17. listopadu 1453 – 5. července 1468). Kníže z Asturie a pretendent trůnu jako Alfons XII. Pohřben v klášteře Miraflores.

### Současnost
V roce 2006 u příležitosti rekonstrukce kláštera Miraflores rozhodlo Generální ředitelství kulturních statků a dědictví vlády Kastilie a Leónu realizovat antropologický průzkum posmrtných ostatků Jana II. Kastilského a jeho druhé manželky, jež byly uloženy v kryptě pod královským náhrobkem a ostatků uložených pod náhrobkem infanta Alfonse Kastilského, situovaného po straně téhož kostela. Průzkum provedli Luis Caro Dobón a María Edén Fernández Suárez, výzkumní pracovníci katedry antropologie University v Leónu. Skelet krále Jana byl téměř kompletní, kdežto z kostry jeho manželky se dochovaly pouze některé kosti.

## Vývod z předků
|                   |                         |  |                     |                               |  |  |  |  |  |  |  | Alfons XI. Kastilský |
|                   |                         |  |                     |                               |  |  |  |  |  |  |  |                      |
|                   | Jindřich II. Kastilský  |  |                     |                               |  |  |  |  |  |  |  |                      |
|                   |                         |  |                     |                               |  |  |  |  |  |  |  |                      |
|                   |                         |  |                     | Eleonora z Guzmánu            |  |  |  |  |  |  |  |                      |
|                   |                         |  |                     |                               |  |  |  |  |  |  |  |                      |
|                   | Jan I. Kastilský        |  |                     |                               |  |  |  |  |  |  |  |                      |
|                   |                         |  |                     |                               |  |  |  |  |  |  |  |                      |
|                   |                         |  |                     | Juan Manuel                   |  |  |  |  |  |  |  |                      |
|                   |                         |  |                     |                               |  |  |  |  |  |  |  |                      |
|                   | Juana Manuel            |  |                     |                               |  |  |  |  |  |  |  |                      |
|                   |                         |  |                     |                               |  |  |  |  |  |  |  |                      |
|                   |                         |  |                     | Blanca de La Cerda y Lara     |  |  |  |  |  |  |  |                      |
|                   |                         |  |                     |                               |  |  |  |  |  |  |  |                      |
|                   | Jindřich III. Kastilský |  |                     |                               |  |  |  |  |  |  |  |                      |
|                   |                         |  |                     |                               |  |  |  |  |  |  |  |                      |
|                   |                         |  |                     | Alfons IV. Aragonský          |  |  |  |  |  |  |  |                      |
|                   |                         |  |                     |                               |  |  |  |  |  |  |  |                      |
|                   | Petr IV. Aragonský      |  |                     |                               |  |  |  |  |  |  |  |                      |
|                   |                         |  |                     |                               |  |  |  |  |  |  |  |                      |
|                   |                         |  |                     | Teresa d'Entença              |  |  |  |  |  |  |  |                      |
|                   |                         |  |                     |                               |  |  |  |  |  |  |  |                      |
|                   | Eleonora Aragonská      |  |                     |                               |  |  |  |  |  |  |  |                      |
|                   |                         |  |                     |                               |  |  |  |  |  |  |  |                      |
|                   |                         |  |                     | Petr II. Sicilský             |  |  |  |  |  |  |  |                      |
|                   |                         |  |                     |                               |  |  |  |  |  |  |  |                      |
|                   | Eleonora Sicilská       |  |                     |                               |  |  |  |  |  |  |  |                      |
|                   |                         |  |                     |                               |  |  |  |  |  |  |  |                      |
|                   |                         |  |                     | Alžběta Korutanská            |  |  |  |  |  |  |  |                      |
|                   |                         |  |                     |                               |  |  |  |  |  |  |  |                      |
| Jan II. Kastilský |                         |  |                     |                               |  |  |  |  |  |  |  |                      |
|                   |                         |  |                     |                               |  |  |  |  |  |  |  |                      |
|                   |                         |  | Eduard II. Anglický |                               |  |  |  |  |  |  |  |                      |
|                   |                         |  |                     |                               |  |  |  |  |  |  |  |                      |
|                   | Eduard III. Anglický    |  |                     |                               |  |  |  |  |  |  |  |                      |
|                   |                         |  |                     |                               |  |  |  |  |  |  |  |                      |
|                   |                         |  |                     | Izabela Francouzská           |  |  |  |  |  |  |  |                      |
|                   |                         |  |                     |                               |  |  |  |  |  |  |  |                      |
|                   | Jan z Gentu             |  |                     |                               |  |  |  |  |  |  |  |                      |
|                   |                         |  |                     |                               |  |  |  |  |  |  |  |                      |
|                   |                         |  |                     | Vilém III. Holandský          |  |  |  |  |  |  |  |                      |
|                   |                         |  |                     |                               |  |  |  |  |  |  |  |                      |
|                   | Filipa Henegavská       |  |                     |                               |  |  |  |  |  |  |  |                      |
|                   |                         |  |                     |                               |  |  |  |  |  |  |  |                      |
|                   |                         |  |                     | Johana z Valois               |  |  |  |  |  |  |  |                      |
|                   |                         |  |                     |                               |  |  |  |  |  |  |  |                      |
|                   | Kateřina z Lancasteru   |  |                     |                               |  |  |  |  |  |  |  |                      |
|                   |                         |  |                     |                               |  |  |  |  |  |  |  |                      |
|                   |                         |  |                     | Alfons XI. Kastilský          |  |  |  |  |  |  |  |                      |
|                   |                         |  |                     |                               |  |  |  |  |  |  |  |                      |
|                   | Petr I. Kastilský       |  |                     |                               |  |  |  |  |  |  |  |                      |
|                   |                         |  |                     |                               |  |  |  |  |  |  |  |                      |
|                   |                         |  |                     | Marie Portugalská             |  |  |  |  |  |  |  |                      |
|                   |                         |  |                     |                               |  |  |  |  |  |  |  |                      |
|                   | Konstancie Kastilská    |  |                     |                               |  |  |  |  |  |  |  |                      |
|                   |                         |  |                     |                               |  |  |  |  |  |  |  |                      |
|                   |                         |  |                     | Juan García de Padilla        |  |  |  |  |  |  |  |                      |
|                   |                         |  |                     |                               |  |  |  |  |  |  |  |                      |
|                   | Marie z Padilly         |  |                     |                               |  |  |  |  |  |  |  |                      |
|                   |                         |  |                     |                               |  |  |  |  |  |  |  |                      |
|                   |                         |  |                     | Maria Fernandez de Henestrosa |  |  |  |  |  |  |  |                      |
|                   |                         |  |                     |                               |  |  |  |  |  |  |  |                      |